# Mary Spring Rice
Mary Ellen Spring Rice (14 septembre 1880 - 1er décembre 1924) est une militante nationaliste irlandaise du début du XXe siècle.

## Biographie
Spring Rice est née dans une famille aristocratique anglo-irlandaise à Londres. Elle est la fille de Thomas Spring Rice (2e baron Monteagle de Brandon), et une arrière-petite-fille du chancelier britannique de l'Échiquier, Thomas Spring Rice . Son grand-père maternel est l'évêque Samuel Butcher. Elle est élevée sur le domaine familial de Mount Trenchard surplombant la rivière Shannon. C'est un foyer progressiste et libéral et l'indépendance de pensée est encouragée. Il en va de même pour la culture gaélique et, à la maison, Spring Rice et ses frères apprennent à parler couramment l'irlandais.
Avant la Première Guerre mondiale, Spring Rice accueille de nombreuses réunions nationalistes irlandaises et Conradh na Gaeilge chez elle, et elle devient une amie proche de Douglas Hyde et de sa cousine Nelly O'Brien . En 1913 et 1914, Spring Rice est activement impliqué dans l'approvisionnement d'armes à feu ,.
Son action consiste à aider à expédier des armes, à utiliser dans un soulèvement irlandais, d'Allemagne en Irlande. Avec Molly Childers, elle collecte 2 000 £ pour l'achat de 900 fusils Mauser en Allemagne, dont beaucoup sont utilisés lors de l'Insurrection de Pâques en 1916. Spring Rice navigue sur l'Asgard pour récupérer les armes et aide à les décharger en Irlande .
Pendant la guerre d'indépendance irlandaise, elle utilise sa maison de Mount Trenchard comme refuge par les combattants de l'armée républicaine irlandaise et le bateau familial est utilisé pour transporter des hommes et des armes sur l'Estuaire du Shannon .
Con Collins reste régulièrement avec elle. Elle aide à former des femmes locales en tant qu'infirmières pour soigner les nationalistes blessés et est porteuse de messages de l'IRA entre Limerick et Dublin. Tout au long de cette période, elle maintient sa façade aristocratique et ses liens avec la société, invitant de hauts responsables politiques du Parti libéral à Mount Trenchard pour faire pression sur eux pour qu'ils soutiennent l'indépendance irlandaise.
Spring Rice commence à souffrir de tuberculose en 1923 et est décédé célibataire dans un sanatorium de Clwdyy, au Pays de Galles, le 1er décembre 1924. Elle est enterrée à Mount Trenchard, Loghill, comté de Limerick, Irlande. Lorsque son cercueil arrive à la gare de Foynes le 4 décembre 1924, il est accueilli par plusieurs membres de la société, notamment des membres de la branche de Foynes ITGWU alignés en formation militaire. Le lendemain, l'ensemble de la branche Foynes ITGWU assiste aux funérailles .